# Schulzia albiflora
Schulzia albiflora là một loài thực vật có hoa trong họ Hoa tán. Loài này được (Kar. & Kir.) Popov miêu tả khoa học đầu tiên năm 1940.